# Leonardo Royal Hotel Frankfurt
Das Leonardo Royal Hotel Frankfurt ist ein Hotel-Hochhaus in Frankfurt am Main.
Es befindet sich im Stadtteil Sachsenhausen und wird von der Sunflower Management GmbH & Co. KG betrieben, die eine Tochtergesellschaft der Fattal Hotel Group ist und die deutsche Wortmarke LEONARDO besitzt. Mit einer Höhe von 100 Metern ist das 1972 eröffnete Gebäude das zweithöchste Bauwerk in Sachsenhausen nach dem 2014 neu gebauten Henninger-Turm. Das frühere „Holiday Inn Frankfurt City-South Conference Centre“ wurde 2014 an Leonardo Hotels verkauft und in Leonardo Royal Hotel Frankfurt umbenannt.